# ألكساندرا ريختر
ألكساندرا ريختر (بالبرتغالية: Alexandra Richter) هي ممثلة برازيلية، ولدت في 5 يونيو 1967 بريو دي جانيرو في البرازيل.

## وصلات خارجية
- ألكساندرا ريختر على موقع IMDb (الإنجليزية)
- ألكساندرا ريختر على موقع قاعدة بيانات الفيلم (الإنجليزية)